# Fuentesoto
Fuentesoto – gmina w Hiszpanii, w prowincji Segowia, w Kastylii i León, o powierzchni 29,78 km². W 2011 roku gmina liczyła 145 mieszkańców.